# Walter Riehl
Walter Riehl (ur. 8 listopada 1881 w Wiener Neustadt, zm. 6 września 1955 w Wiedniu) – prekursor ruchu narodowosocjalistycznego w Austrii.
Początkowo działacz socjalistyczny, później (w pierwszych latach XX w.) działacz Niemieckiej Partii Robotniczej (DAP), stopniowo wywierający coraz większy wpływ na jej program i działalność (był m.in. liderem jej młodzieżówki). W 1918 został przywódcą DAP i doprowadził wówczas do utworzenia Niemieckiej Narodowosocjalistycznej Partii Robotniczej (DNSAP). Założył też międzynarodowy komitet narodowosocjalistyczny, który przez kilka lat funkcjonował w Wiedniu (m.in. nawiązał bliskie kontakty z Adolfem Hitlerem), poprzez który Riehl wywierał początkowo duży wpływ na ruch narodowosocjalistyczny w innych krajach, zarówno w sferze programowej, jak i symboli (określenie "narodowy socjalizm", swastyka, która jako symbol DNSAP pojawiła się w 1920). Riehl był przywódcą DNSAP do momentu jej rozłamu w 1924 - powołał wówczas Związek Niemieckosocjalistyczny (Deutschsozialen Verein). W 1930 wstąpił do austriackiej NSDAP, z której został jednak usunięty po kilku latach w związku z krytyką kierownictwa. Po Anschlussie na krótko uwięziony.